# Riverbank Arena
La Riverbank Arena est un stade de hockey sur gazon et de football à 5 situé dans le parc olympique de Londres, en Angleterre.
Il est utilisé pour les Jeux olympiques et paralympiques d'été de 2012. Il a été démonté à la fin des jeux de 2012.